# Argusville
Argusville è un centro abitato (city) degli Stati Uniti d'America, situato nella Contea di Cass nello Stato del Dakota del Nord. Nel censimento del 2000 la popolazione era di 147 abitanti. La città è stata fondata nel 1881.

## Geografia fisica
Secondo i rilevamenti dell'United States Census Bureau, la località di Argusville si estende su una superficie di 10,3 km², tutti occupati da terre.

## Popolazione
Secondo il censimento del 2000, ad Argusville vivevano 147 persone, ed erano presenti 45 gruppi familiari. La densità di popolazione era di 14,2 ab./km². Nel territorio comunale si trovavano 65 unità edificate. Per quanto riguarda la composizione etnica degli abitanti, il 100% era bianco.
Per quanto riguarda la suddivisione della popolazione in fasce d'età, il 21,1% era al di sotto dei 18, il 5,4% fra i 18 e i 24, il 32,0% fra i 25 e i 44, il 32,0% fra i 45 e i 64, mentre infine il 9,5% era al di sopra dei 65 anni di età. L'età media della popolazione era di 40 anni. Per ogni 100 donne residenti vivevano 107,0 maschi.